# Montfaucon-d’Argonne
Montfaucon-d’Argonne ist eine französische Gemeinde mit 276 Einwohnern (Stand: 1. Januar 2022) im Département Meuse in der Region Grand Est (bis 2015 Lothringen). Sie gehört zum Arrondissement Verdun, zum Kanton Clermont-en-Argonne und zum Kommunalverband Argonne-Meuse.

## Geographie
Montfaucon-d’Argonne liegt im Südosten der Argonnen, etwa 21 Kilometer nordwestlich von Verdun. Umgeben wird Montfaucon-d’Argonne von den Nachbargemeinden Nantillois im Norden, Septsarges im Nordosten, Cuisy im Osten, Malancourt im Osten und Südosten, Avocourt im Süden, Véry im Südwesten und Westen sowie Epinonville im Westen und Nordwesten.

## Geschichte
Balderic, Sohn eines austrasischen Königs, soll hier vor 630 eine Abtei St. Germain gegründet haben, von der nur noch Mauerreste stehen. Die Gebeine des von französischen Katholiken als Saint Baudry verehrten Heiligen ruhen heute in der Kirche St. Laurent. Ein Kloster in Montfaucon wird 870 im Vertrag von Meerssen genannt, als es dem neuen Reich Karls des Kahlen zugeteilt wurde. Am 24. Juni 888 besiegten hier westfränkische Truppen unter Odo von Paris die Wikinger (Normannen).
Gegen Ende des Ersten Weltkrieges durchbrachen die amerikanischen Expeditionsstreitkräfte im Oktober 1918 in der Maas-Argonnen-Offensive die deutschen Stellungen und nahmen Montfaucon ein, nachdem ein erster Angriff Ende September unter hohen Verlusten gescheitert war.

### Bevölkerungsentwicklung
| Jahr                       | 1962 | 1968 | 1975 | 1982 | 1990 | 1999 | 2006 | 2020 |
| Einwohner                  | 359  | 353  | 346  | 326  | 318  | 314  | 348  | 293  |
| Quellen: Cassini und INSEE |      |      |      |      |      |      |      |      |

## Sehenswürdigkeiten
- Kirche Saint-Laurent, 1929 wieder errichtet
- Kapelle Notre-Dame-des-Malades, 1922 erbaut
- Ruine der Stiftskirche Saint-Germain mit dem Amerikanischen Kriegsmahnmal

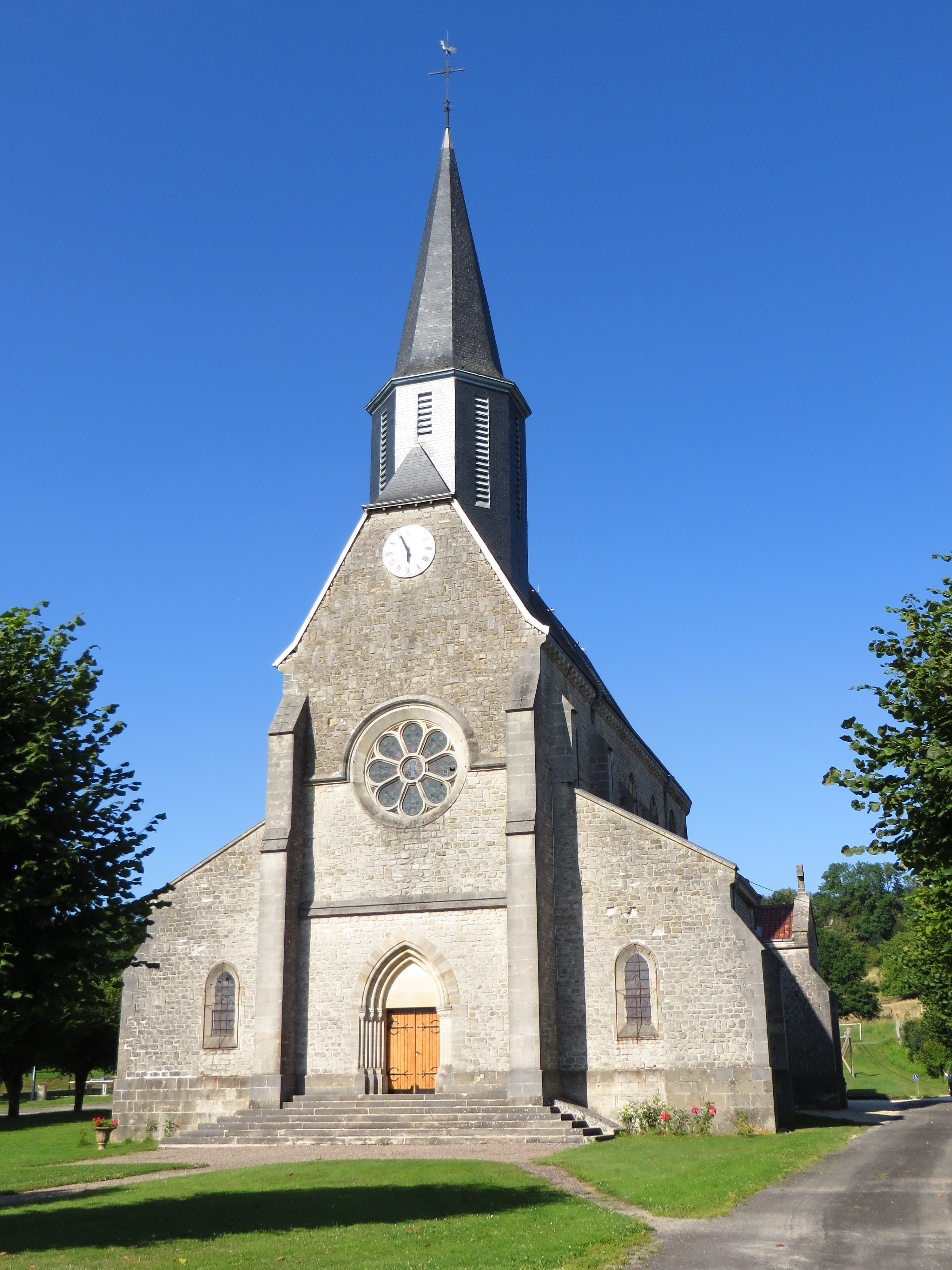
Kirche Saint-Laurent
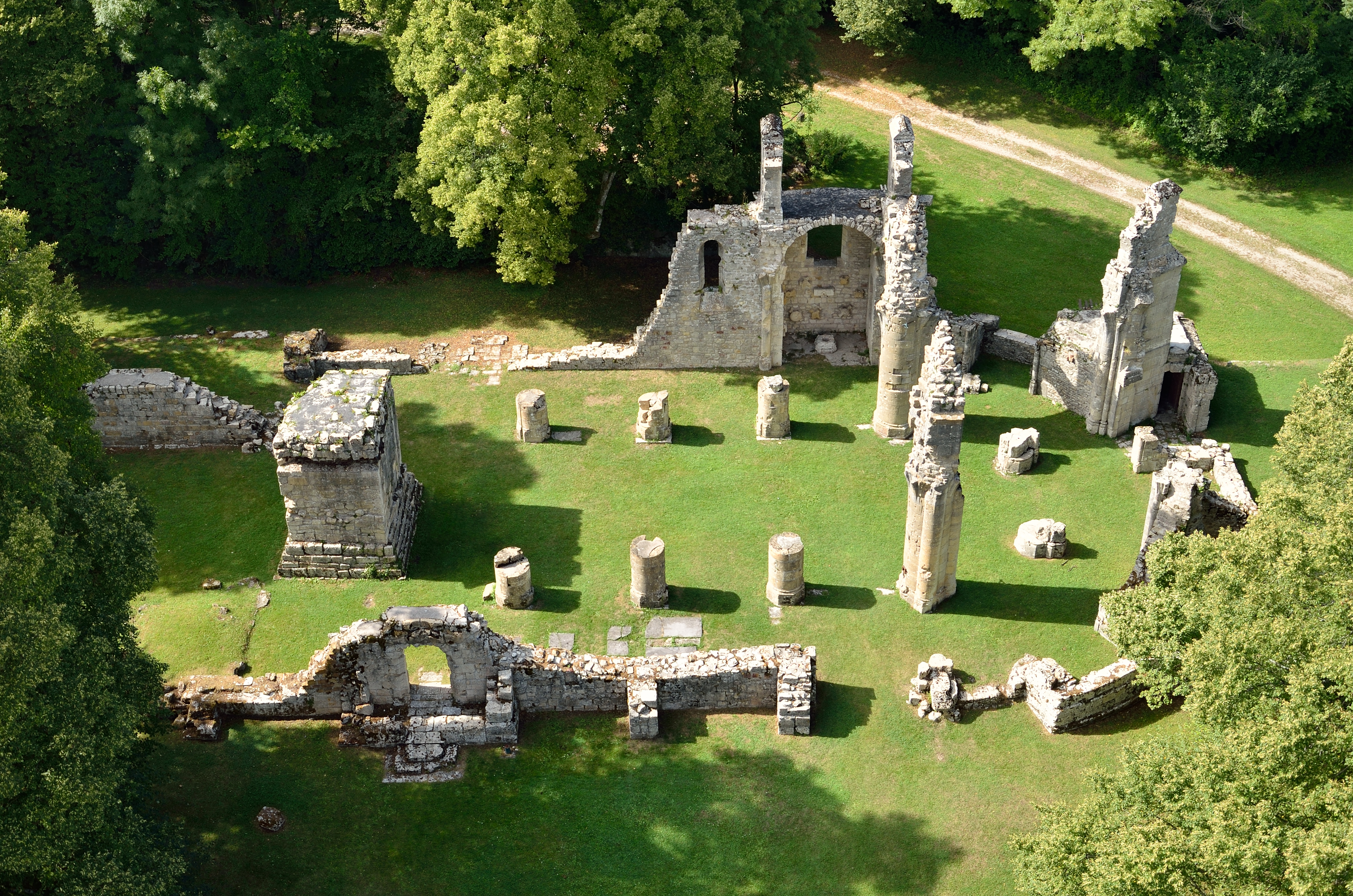
Ruine der Stiftskirche

## Persönlichkeiten
- Victor Raulin (1815–1905), Paläobotaniker, Geologe
- Jean Babin (1905–1978), Romanist